# Mega Man Battle Network 5
Mega Man Battle Network 5 (ロックマンエグゼ5?  Rockman EXE 5) es un videojuego de rol desarrollado en Japón por Capcom Production Studio 2 (desarrolladores de la serie Mega Man Legends) y publicado por Capcom. Es el quinto juego de la serie Mega Man Battle Network, y el primer juego de Mega Man que publicado en Nintendo DS.
Battle Network se presenta en tres versiones distintas: Mega Man Battle Network 5: Team ProtoMan y Mega Man Battle Network 5: Team Colonel, ambas para Game Boy Advance, que tienen un sistema de juego similar pero ligeramente diferente, manteniendo los personajes e historias, y Mega Man Battle Network 5: Double Team DS, que incluye el contenido de ambos juegos así como contenido extra.
La primera versión en ser publicada, Rockman EXE 5: Team of Blues, fue publicada por primera vez en Japón en diciembre de 2004. Fue seguida por Rockman EXE 5: Team of Colonel, en febrero de 2005. Las versiones en inglés de ambos juegos fueron publicadas en América del Norte y Europa en junio de 2005, con los nombres de Mega Man Battle Network 5: Team Protoman y Mega Man Battle Network 5: Team Colonel, respectivamente. El remake mejorado para Nintendo DS fue lanzado en Japón (julio de 2005) bajo el nombre Rockman EXE 5 DS: Twin Leaders y, más tarde, en América del Norte (noviembre de 2005) y Europa (abril de 2006) con el nombre Mega Man Battle Network 5: Double Team DS.